# Serri (chanteuse)
Dans ce nom coréen, le nom de famille, Park, précède le nom personnel.
Park Mi-yeon (coréen : 박미연; née le 16 septembre 1990), mieux connue sous son nom de scène Serri (coréen : 세리), est une chanteuse, danseuse, rappeuse et modèle sud-coréenne. Elle est mieux connue pour être membre et leader du girl group sud-coréen Dal Shabet.

## Discographie
| Année | Titre            | Chanson          | Artiste(s)                   |
| ----- | ---------------- | ---------------- | ---------------------------- |
| 2011  | God's Quiz 2 OST | "Turn Your Head" | Duo avec Subin               |
| 2011  |                  | "Fall In Love"   | Duo avec Kim Won-joo de 4Men |

## Filmographie

### Dramas
| Année | Titre                 | Chaîne | Rôle   | Note(s)           |
| ----- | --------------------- | ------ | ------ | ----------------- |
| 2013  | My Love from the Star | SBS    | Junior | caméo (Épisode 3) |

### Shows TV
| Année | Titre       | Chaîne     | Rôle                    | Note(s) |
| ----- | ----------- | ---------- | ----------------------- | ------- |
| 2016  | Weekly Idol | MBC Every1 | Invitée avec Dal Shabet | Ép. 234 |

### Apparition dans des clips vidéos
| Année | Chanson     | Artiste(s) |
| ----- | ----------- | ---------- |
| 2010  | "VERY GOOD" | One Two    |